# Bisdom Copiapó
Het bisdom Copiapó (Latijn: Dioecesis Copiapoënsis) is een rooms-katholiek bisdom met als zetel Copiapó, in Chili. Het bisdom is suffragaan aan het aartsbisdom La Serena. 

## Geschiedenis
Het bisdom werd opgericht op 9 november 1946, als de apostolische administratie Copiapó. Op 21 april 1955 werd het verheven tot apostolische prefectuur, en werd suffragaan aan het aartsbisdom La Serena. Op 31 oktober 1957 werd het verheven tot bisdom. 

## Parochies
Het bisdom had in 2021 een oppervlakte van 75.176 km2 en telde 307.440 inwoners waarvan 75,5% rooms-katholiek was.

## Bisschoppen
- Alfredo Cifuentes Gómez (19 maart 1947 - 17 juni 1948)
- Fernando Rodríguez Morandé (24 april 1948 - 17 juli 1954)
- Francisco de Borja Valenzuela Ríos (24 mei 1956 - 20 augustus 1957)
- Juan Francisco Fresno Larraín (15 juni 1958 - 28 juni 1967)
- Carlos Marcio Camus Larenas (31 januari 1968 - 11 december 1976)
- Fernando Ariztía Ruiz (11 december 1976 - 26 mei 2001)
- Gaspar Francisco Quintana Jorquera (26 mei 2001 - 25 juli 2014)
- Celestino Aós Braco (25 juli 2014 - 23 maart 2019; later kardinaal)
- Ricardo Basilio Morales Galindo (20 juni 2020 - heden)

La Serena (aartsbisdom) · Copiapó · Illapel (territoriale prelatuur)